# Diálogo social

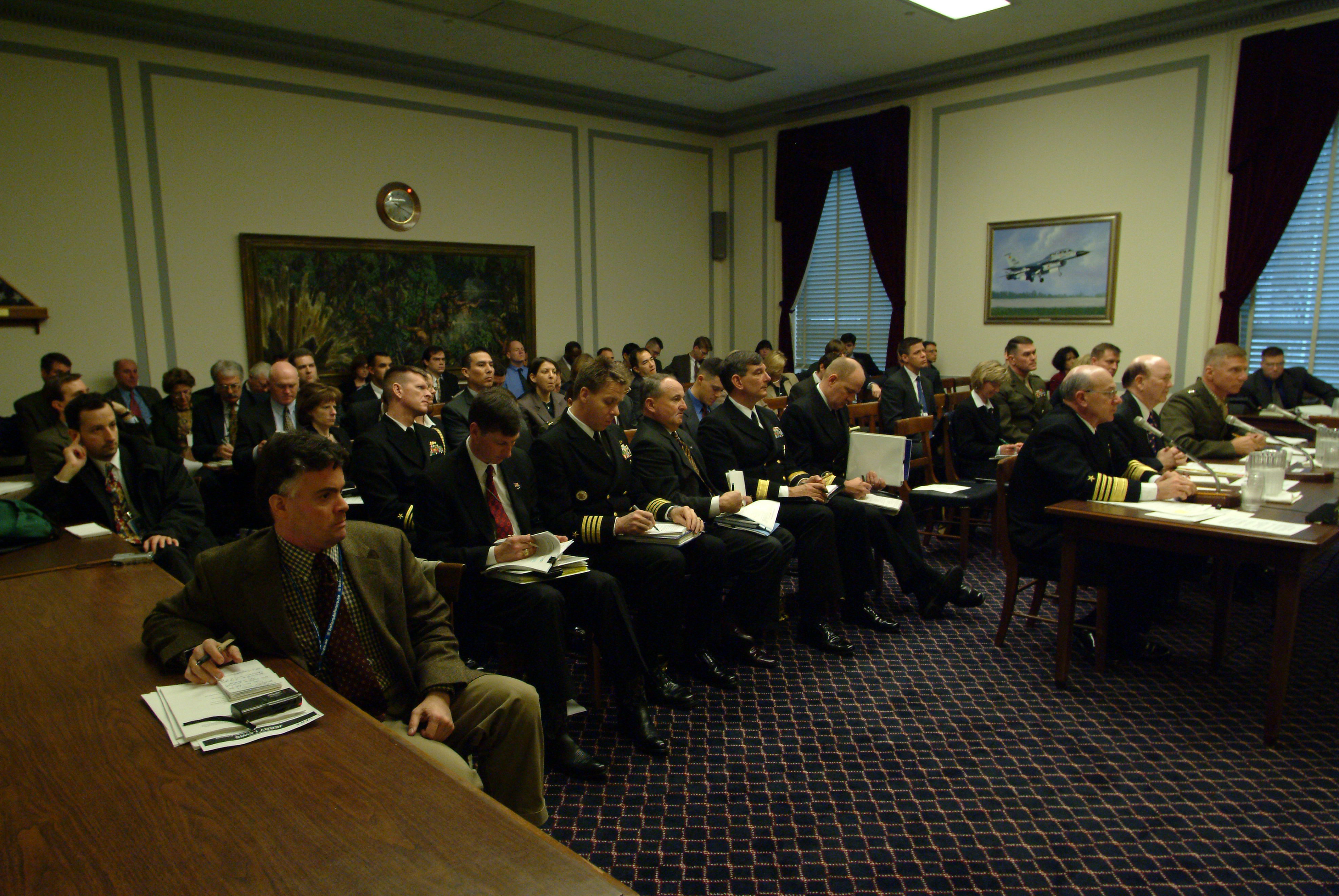
comunicación, consulta y negociación entre gobiernos, empleadores y sindicatos

Se entiende por el diálogo social en sentido estricto, las relaciones de comunicación, consulta y negociación entre gobiernos, empleadores y sindicatos sobre cuestiones de interés común. 
En sentido amplio el término "diálogo social" se utiliza para referirse a un tipo de relaciones horizontales entre el Estado y las organizaciones de la sociedad civil (empresas, sindicatos, asociaciones, grupos, comunidades, etc.) con el fin de abordar conjuntamente los problemas sociales y contribuir a elaborar soluciones fundadas en el consenso.
También se entiende el término diálogo social como el género referido a todas las acciones de relación horizontal, bilateral, trilateral o multilateral, entre los actores sociales incluido el Estado. En este sentido, por ejemplo, la concertación social alude al diálogo social tripartito entre el gobierno, los empleadores y los sindicatos, mientras que negociación colectiva denomina el diálogo social bipartito entre empleadores y trabajadores.
Estas acepciones adolecen del mismo enfoque que el despotismo ilustrado.
Cuando se habla de democracia hay que distinguir entre legitimidad de origen y legitimidad de ejercicion. La perversión de la democracia ha llegado a tal extremo, que se denomina "diálogo social" a los acuerdos que toman entidades como partidos o sindicatos cuya representatividad es ya virtual, con arreglo, sobre todo, a criterios de conveniencia sectaria. En dicho "diálogo" no es ya que no participen los ciudadanos, a través de los mecanismos correspondientes (consultas, referendums, etc.); es que no participan en absoluto, y en determinadas instancias hasta se trata de impedir la consulta por todos los medios (cuando ésta debería ser sagrada, por mucho que pudiera "atentar" contra supuestos más o menos absolutos, como la "estabilidad" o la "unidad de destino en lo universal", o llámese como se quiera). Como consecuencia, se considera "actores sociales" exclusivamente a dichas entidades, pero no a los ciudadanos. Y esto no es solamente una consecuencia de que somos muchos; es una consecuencia directa de la voluntad de las élites económicas de imponer sus criterios al resto.

## Fundamentos del diálogo social
El diálogo social está apoyado sobre la idea de que, en determinados casos, para una sociedad es más beneficioso que el Estado abandone su estatus de superioridad sobre las organizaciones de la sociedad civil (imperium), para comportarse como un actor social más, en el mismo nivel que el resto, con el fin de negociar y alcanzar un consenso compartido entre los diferentes actores sociales, incluido el Estado. De este modo los actores sociales y el propio Estado quedan obligados, no por una ley del Estado sino por un pacto social.
Esta actividad negocial y contractual del Estado, como actor social, se ha denominado "concertación social". 
El diálogo social está inspirado en las nuevas teorías sobre el conflicto y la negociación desarrolladas a partir de la Segunda Guerra Mundial, que sostuvieron el principio de ganar-ganar.
esto no es parte de la información

El diálogo social implica más que la negociación y el acuerdo, aunque los supone. Diálogo social es un entorno comunicativo y deliberativo libre (Habermas) en el que los "actores" sociales pueden conocerse, confiar mutuamente, acostumbrarse a compartir información y consultarse.
El diálogo social presupone un proceso de toma de decisiones no autoritario, abierto, público y compartido, y sujeto a crítica, en un entorno en el que los actores, los grupos, las partes, no actúan sin comunicarse previamente con los demás en cuestiones que puedan afectarlos.

## Derecho de información y consulta
La base del diálogo social es la información que los distintos actores sociales se proveen mutuamente, así como la consulta con los interlocutores previa a la realización de actos que pudieran afectarlos. Obtener información de los actores sociales y de ser consultado por ellos es un derecho básico de todos los participantes.
Entre las normas más importantes relacionadas con el derecho de información y consulta puede citarse:
- Marco general relativo a la información y la consulta de los trabajadores (2002) de la Unión Europea

## Organismos de diálogo social
La expansión del diálogo social en la vida política luego de la Segunda Guerra Mundial ha llevado a la creación de organismos específicos creados a tal efecto.
El organismo típico del diálogo social es el consejo económico social, que adopta diferentes composiciones (tripartitas o multipartitas) según países y regiones. Los organismos de diálogo social suelen tener funciones consultivas, reservándose el Estado la posibilidad de una decisión impuesta (ley) en caso de conflicto. Sin embargo el peso de sus resoluciones suele imponerse por la propia fuerza del consenso. Algunas veces sus funciones son imperativas.

## Diálogo social y democracia participativa
El diálogo social es el mecanismo básico de la llamada democracia participativa. Esta última concibe la democracia como un mecanismo de participación directa de las diversas organizaciones de la sociedad social en la toma de decisiones, mediante mecanismos de diálogo social y consenso. Para implementar esta participación los países u organizaciones que han incorporado principios de democracia participativa, organizan consejos participativos, en los que actúan los diversos grupos de interés, intercambiando información y estableciendo acuerdos concertados.

## Casos paradigmáticos de pacto social: Pactos de la Moncloa
Los Pactos de la Moncloa fueron los acuerdos firmados en el Palacio de la Moncloa durante la transición española el 25 de octubre de 1977 entre el Gobierno de España de la legislatura constituyente, presidido por Adolfo Suárez, los principales partidos políticos con representación parlamentaria en el Congreso de los Diputados y las asociaciones empresariales y el sindicato Comisiones Obreras, con el objetivo de procurar la estabilización del proceso de transición al sistema democrático, así como adoptar una política económica que contuviera la galopante inflación que alcanzaba el 47%.

## La OIT y el diálogo social
La OIT es el principal organismo del mundo fundado en el diálogo social.